# كارسون باركس
كارسون باركس (بالإنجليزية: Carson Parks)‏ هو كاتب أغاني ومغني وموسيقي أمريكي، ولد في 26 أبريل 1936 في فيلادلفيا في الولايات المتحدة، وتوفي في 22 يونيو 2005.

## وصلات خارجية
- كارسون باركس على موقع IMDb (الإنجليزية)
- كارسون باركس على موقع ميوزك برينز (الإنجليزية)
- كارسون باركس على موقع ديسكوغز (الإنجليزية)